# 奧東一世 (海爾德)
海爾德的奧托一世（荷蘭語：Otto I van Gelre，1150年—1207年8月25日），海爾德伯爵，1182年至1207年在位。

## 家庭
1184年，奧東一世與維特爾斯巴赫的理察迪絲結婚，兩人共有2子2女：
1. 雅萊德（1182年—1218年）
2. 格拉爾三世（1185年—1229年）
3. 奧東（英语：Otto I (bishop of Utrecht)）（1194年—1215年）
4. 瑪蒂爾德（？年—1247年）